# Финзинг
Финзинг (њем. Finsing) општина је у њемачкој савезној држави Баварска. Једно је од 26 општинских средишта округа Ердинг. Према процјени из 2010. у општини је живјело 4.228 становника. Посједује регионалну шифру (AGS) 9177118.

## Географски и демографски подаци
Финзинг се налази у савезној држави Баварска у округу Ердинг. Општина се налази на надморској висини од 480–540 метара. Површина општине износи 23,2 km². У самом мјесту је, према процјени из 2010. године, живјело 4.228 становника. Просјечна густина становништва износи 182 становника/km².